# Galaktický rok

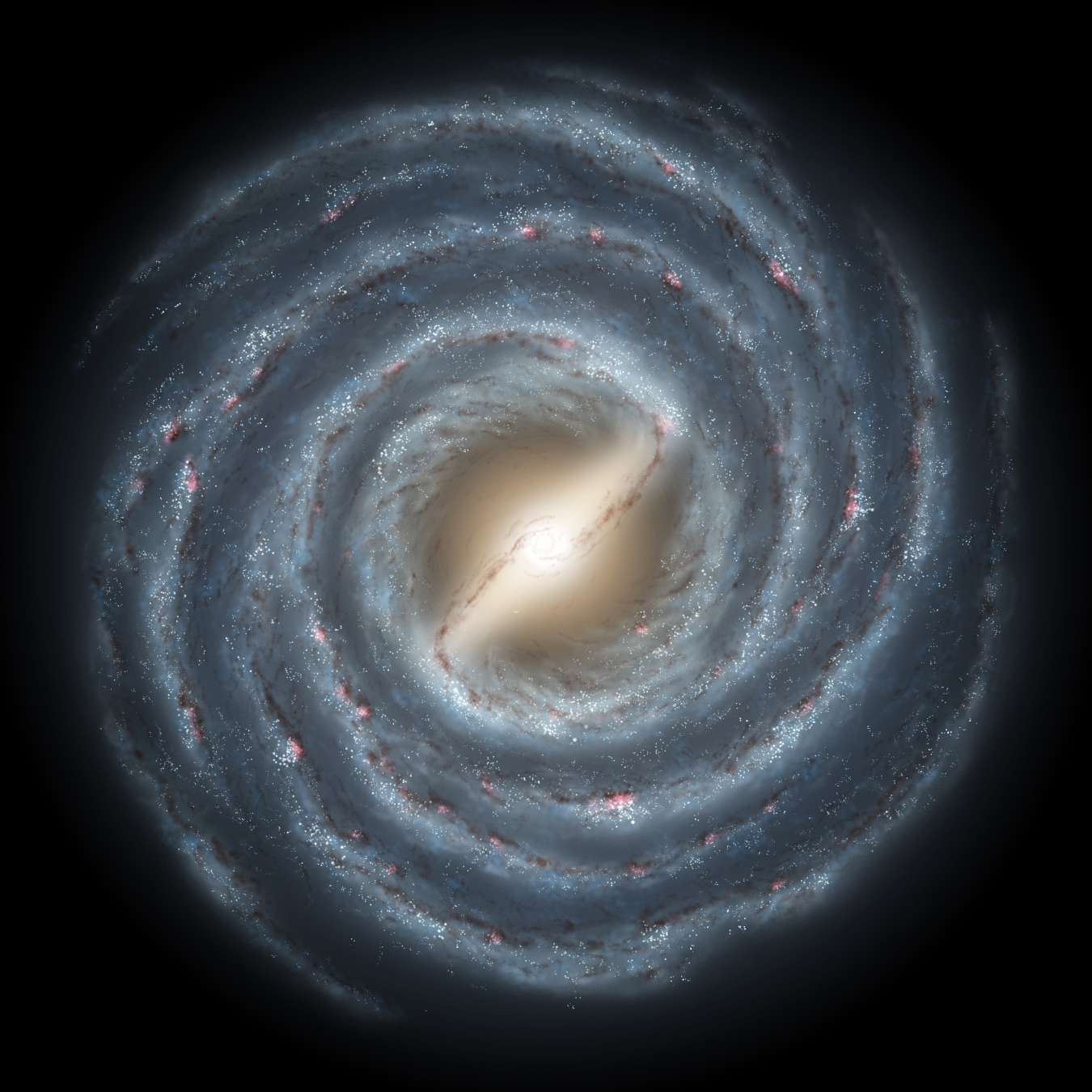
Umělecké znázornění naší Galaxie s vyznačením polohy Slunce a sluneční soustavy.

Galaktický rok je doba, kterou potřebuje Slunce k jednomu oběhu kolem středu naší Galaxie. Délka této doby se odhaduje na 225 až 250 milionů pozemských let.

## Časová osa událostí ve vesmíru a na Zemi vyjádřená v galaktických letech
V tomto seznamu je 1 galaktický rok roven 225 milionů let.
- přibližně –38,6 až –38,4 galaktických let – Velký třesk[3][4]
- kolem –2 galaktických let – vznik naší Galaxie [5]
- 0 galaktických let – vznik Slunce[6]
- 3 galaktické roky – vznik oceánu na Zemi[7]
- 4 galaktické roky – prvotní mikroorganismy
- 7 galaktických let – první prokaryota[8]
- 14 galaktických let – první eukaryota[9]
- 18 galaktických let – první mnohobuněčné organismy, ediakarská exploze[10]
- 18 galaktických let – Kambrická exploze[11]
- 19,3 galaktických let – Permské vymírání[12]
- 20,2 galaktických let – Vymírání na konci křídy
- 20,4432 galaktických let – vznik moderního člověka[13]
- 20,44443276 galaktických let – stavba pyramid (2630 př. n. l.)
- 20,44444444 galaktických let – přelom letopočtu
- 20,44445107 galaktických let – objev Ameriky (1492)
- 20,44445289 galaktických let – začátek 20. století
- 20,44445319 galaktických let – (Apollo 11) (1969)
- 20,44445333 galaktických let – přelom tisíciletí (2001)
- 20,44445338 galaktických let – současná doba (2010)
- 21 galaktických let – rok 125 000 000
- 22 galaktických let – rok 350 000 000
- 40,888 galaktických let – Slunce končí život jako červený obr
- 1000 galaktických let – rok 225 000 000 000